# جيف غرانت (سياسي)
جيف غرانت (بالإنجليزية: Jeff Grant)‏ هو سياسي نيوزلندي، ولد في 2 يناير 1958. حزبياً، نشط في الحزب الوطني في نيوزيلندا. وقد انتخب عضو مجلس النواب نيوزيلندا.